# Sepulcrum Domini

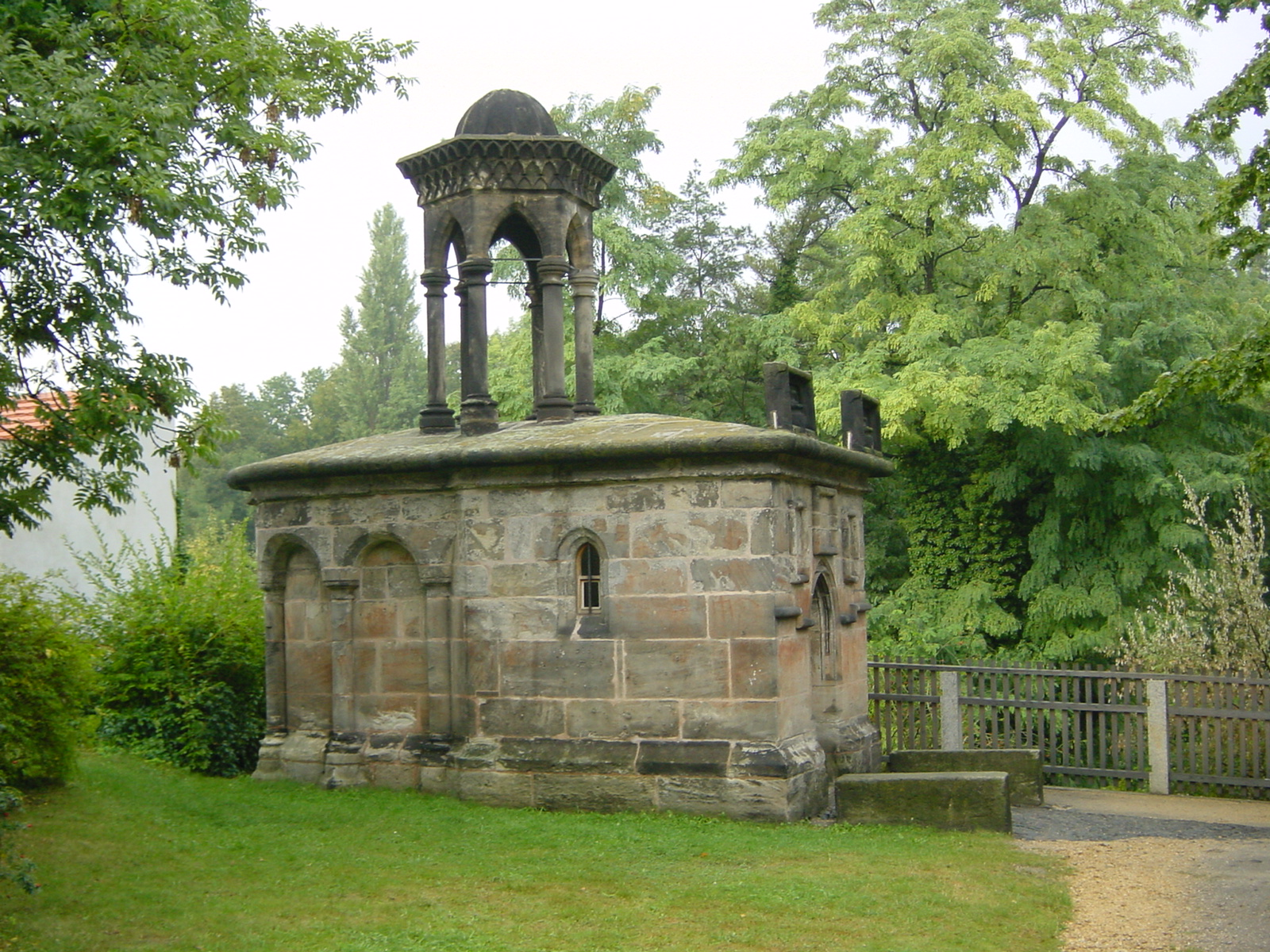
Il Sepulcrum Domini di Görlitz (1504) riprende le forme della cappella della tomba di Cristo presso la Basilica del Santo Sepolcro a Gerusalemme.

Col termine di Sepulcrum Domini, Tomba Santa o più genericamente Santo Sepolcro si indica, in architettura, un cenotafio in forma di chiesa, cappella (spesso richiamante la tomba di Gesù nella Basilica del Santo Sepolcro di Gerusalemme) o altare dove all'interno si trova la riproduzione della scena della sepoltura di Gesù. Essa veniva utilizzata come cappella votiva.

## Storia
Nella storia dell'arte, il termine Santo Sepolcro è spesso usato per indicare sia imitazioni strutturali della rotonda che si trova al centro della Basilica del Santo Sepolcro a Gerusalemme, sia sistemi architettonicamente più ridotti con scene figurative della sepoltura di Gesù. Spesso questi monumenti erano dei memoriali o cappelle votive fatte costruire da pellegrini dopo il loro ritorno da Gerusalemme per ospitare reliquie portate con loro dalla Città Santa. Il medesimo termine è utilizzato anche per identificare delle strutture temporanee erette nelle chiese durante il periodo pasquale a ricordare il luogo della sepoltura di Cristo.
Gli edifici appartenenti alla tipologia dei santi sepolcri possono essere completamente privi di immagini (come nel caso del Santo Sepolcro a Görlitz), ma con un modello strettamente aderente alla tomba di Gerusalemme (forma rotonda, dimensioni ridotte, colonne e pilastri esterni), collocati sul sagrato di una chiesa (come nel caso della Michaelskirche a Fulda) o trovarsi direttamente all'interno di una chiesa (la Rotonda di San Maurizio a Costanza). Nei casi più ridotti, spesso sotto forma di nicchie murarie all'interno della chiesa, si trovavano solitamente dei gruppi di figure a grandezza naturale che rappresentavano la sepoltura di Gesù nella tomba, dove il corpo di Cristo poteva essere rimosso o comunque ricoperto per evidenziarne la Risurrezione dopo Pasqua.
La popolarità di questi temi tra XIV e XV secolo, aumentò in proporzione alla maggiore diffusione del culto eucaristico e per il misticismo popolare. A riprova di questo, le rappresentazioni statuarie potevano includere nel corpo di Cristo uno sportello apribile dove conservare le ostie consacrate, trasformando così la cappella in un vero e proprio tabernacolo.
I modelli di immagini presenti nei Sepulcri Domini più antichi hanno il tema della visitatio, ovvero dell'incontro tra le pie donne e l'angelo presso la tomba vuota dopo la Risurrezione. Questa scena, diffusa sin dalla tarda antichità, divenne simbolica dell'evento pasquale stesso fino all'alto medioevo, prima che lo stesso Cristo risorto diventasse il fulcro stesso della rappresentazione. Oltre alle donne e all'angelo, l'iconografia di questa scena di solito includeva anche le guardie addormentate alla tomba. Nelle raffigurazioni più recenti, invece, prevaleva la depositio, ovvero la raffigurazione della tumulazione del corpo di Cristo che quindi, oltre al corpo del Redentore, includeva anche le figure presenti al momento della sepoltura.

## Esempi

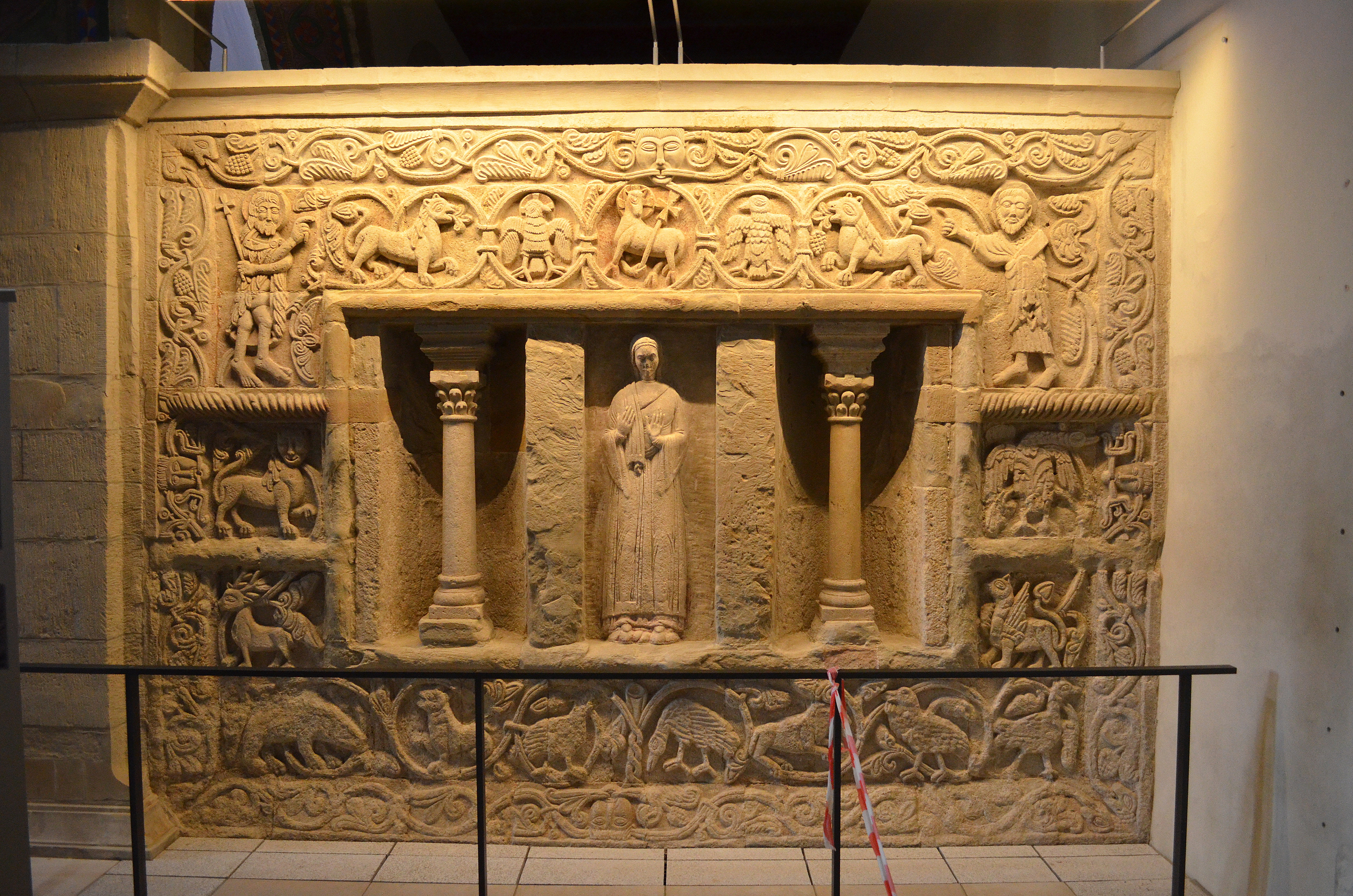
Il Santo Sepolcro di Gernrode (XII secolo)

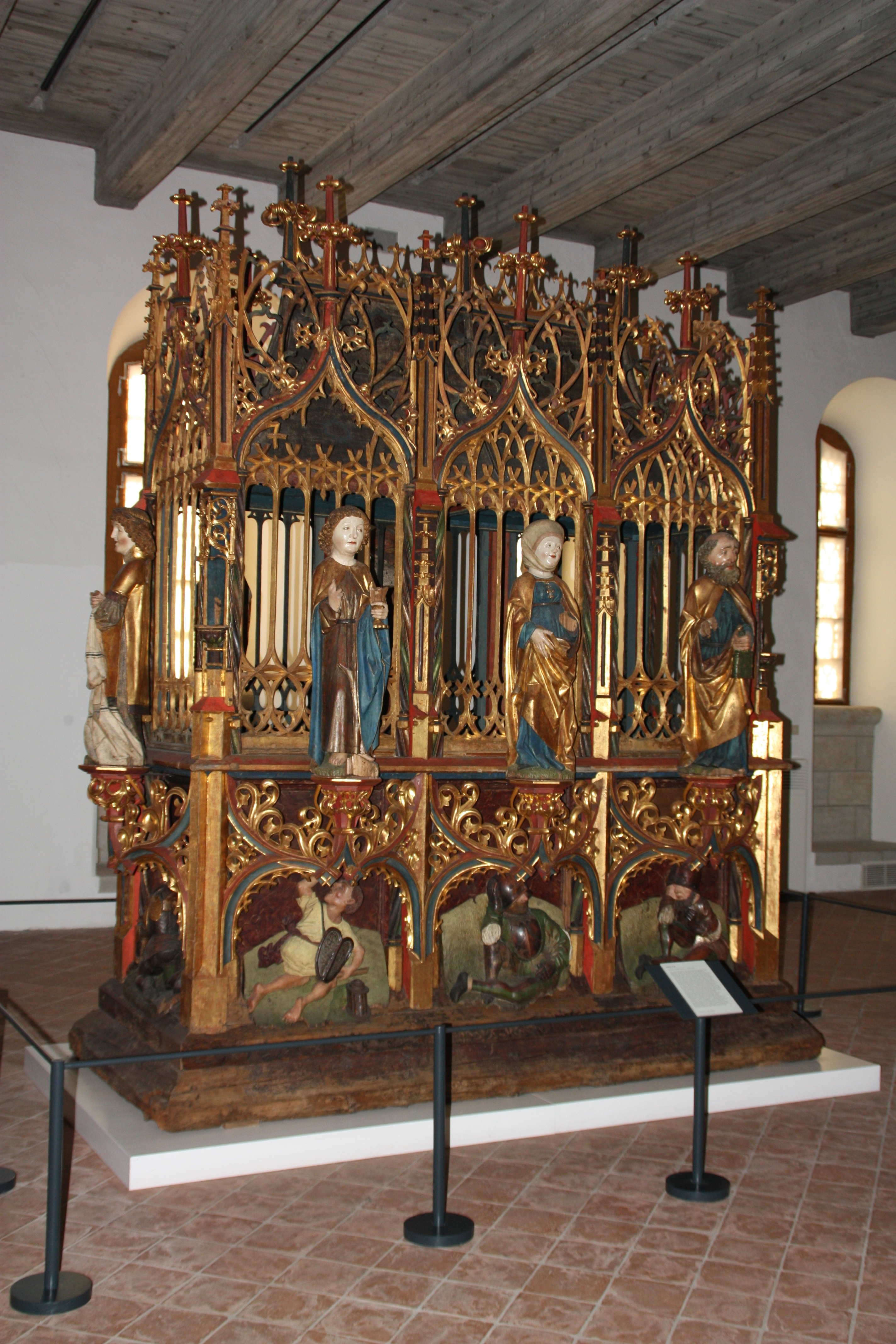
Il Santo Sepolcro di Chemnitz (1500)

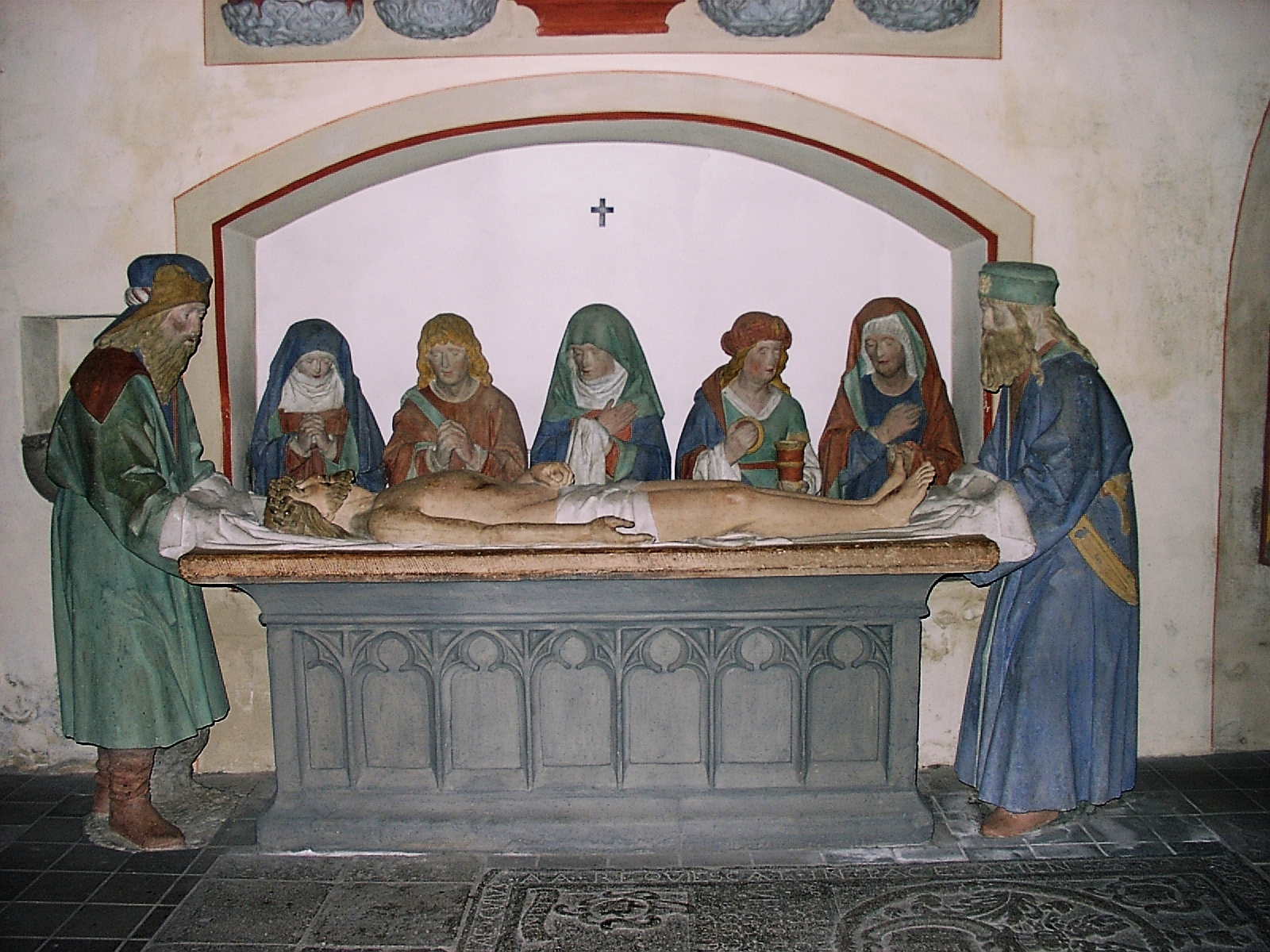
Il Sepulcrum Domini di Maifeldmünster (1500 c.).

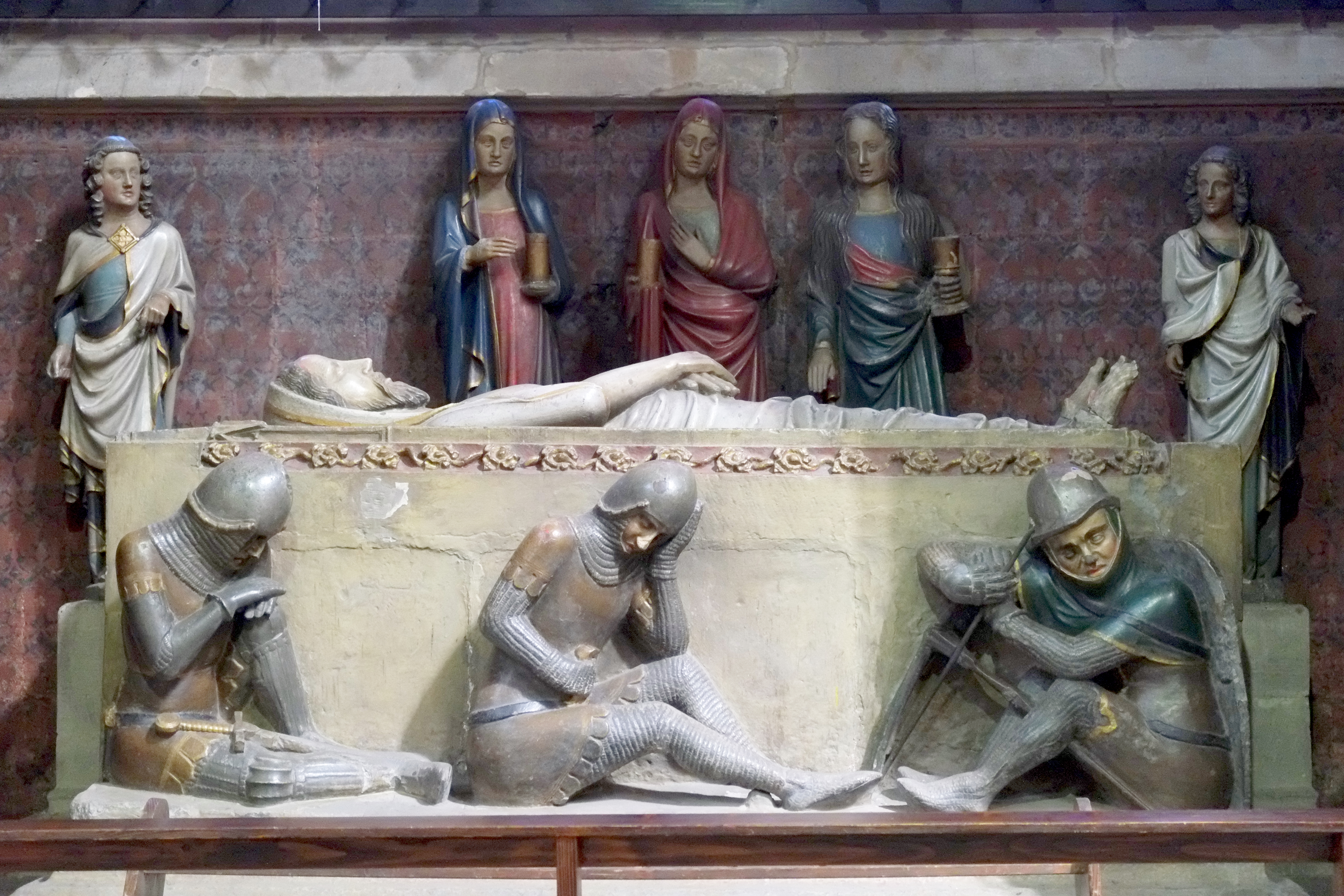
Il Sepulcrum Domini di Schwäbisch Gmünder (1350 c.)

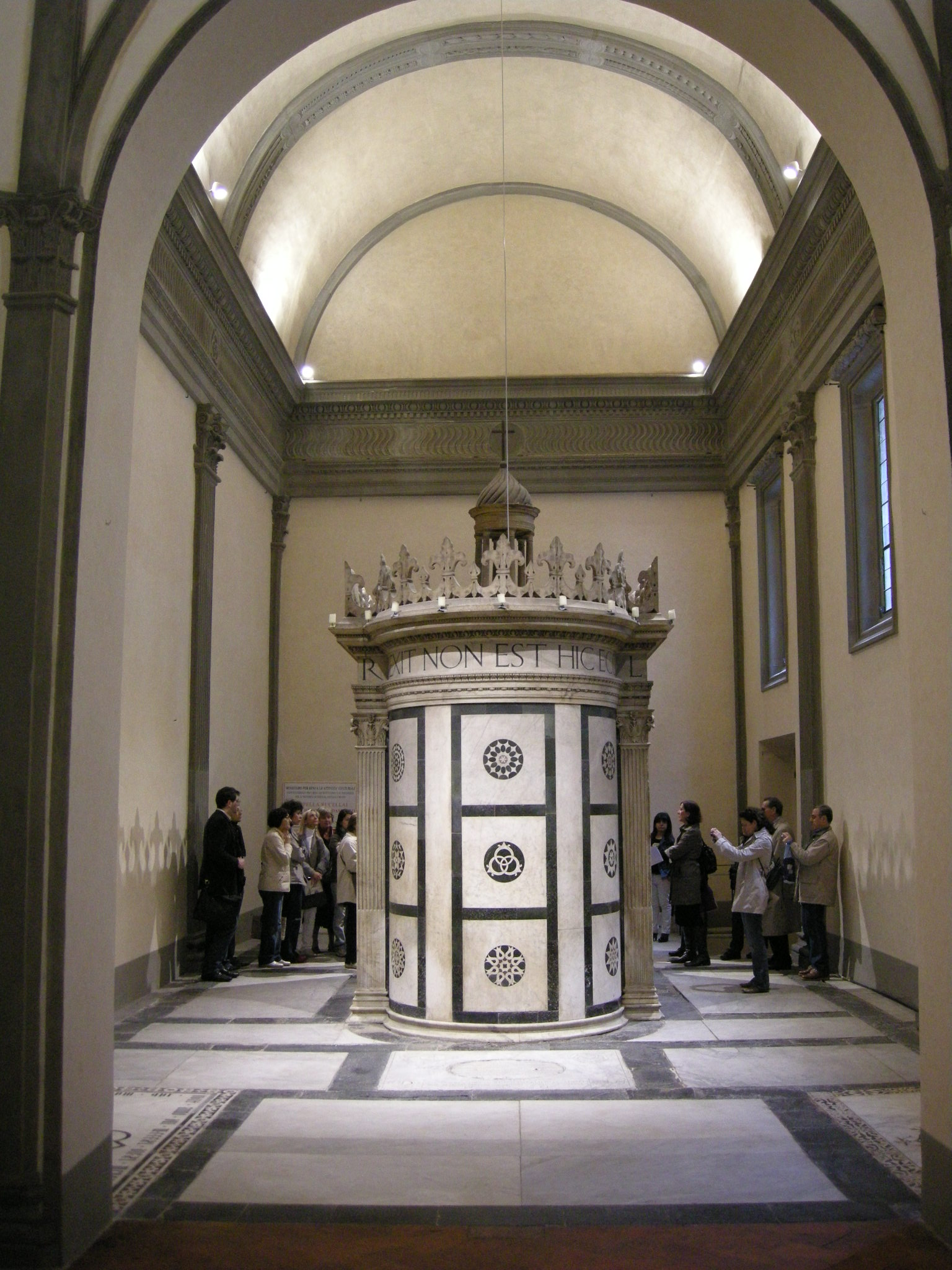
Il Tempietto del Santo Sepolcro della cappella Ruccellai a Firenze (XVI secolo)

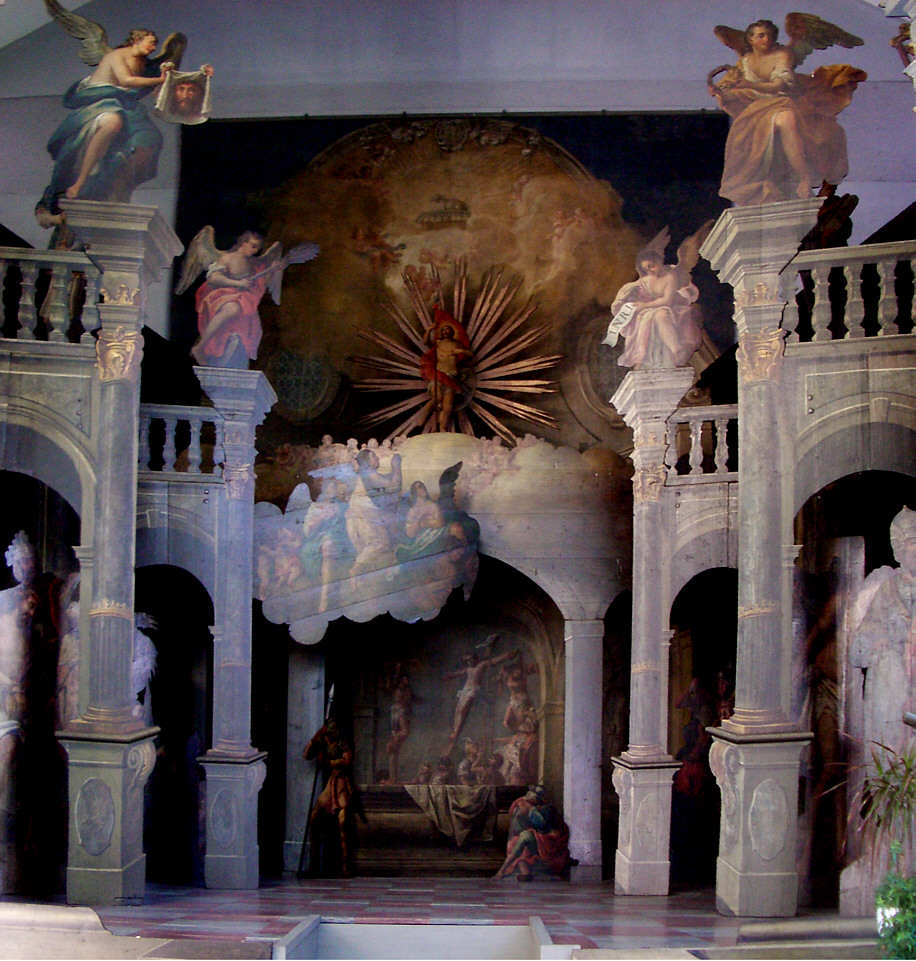
L'apparato barocco del Sepulcrum Domini di Altshausen (1763)

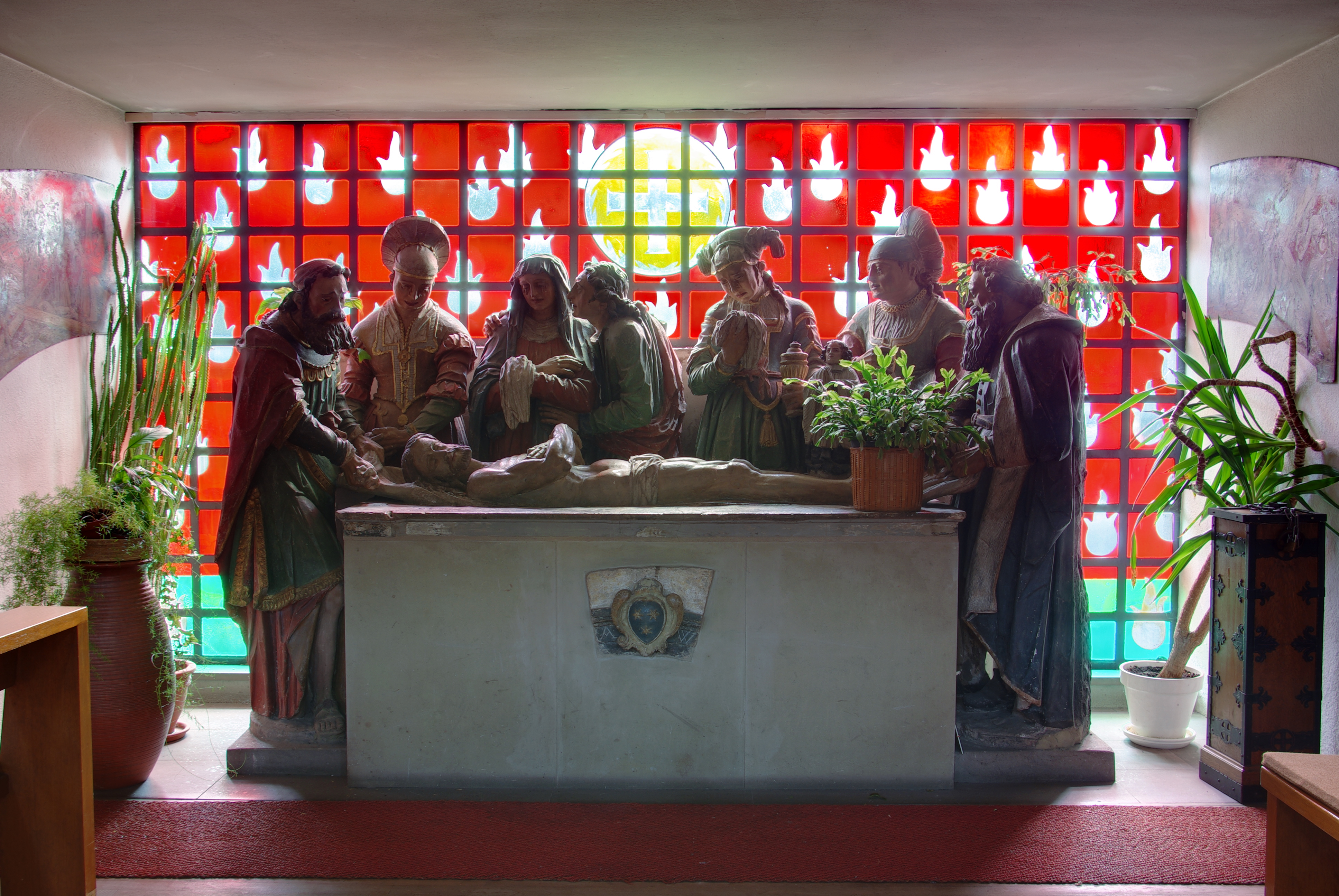
Il Sepulcrum Domini di Heiligkreuz (Treviri), risalente al XVII secolo

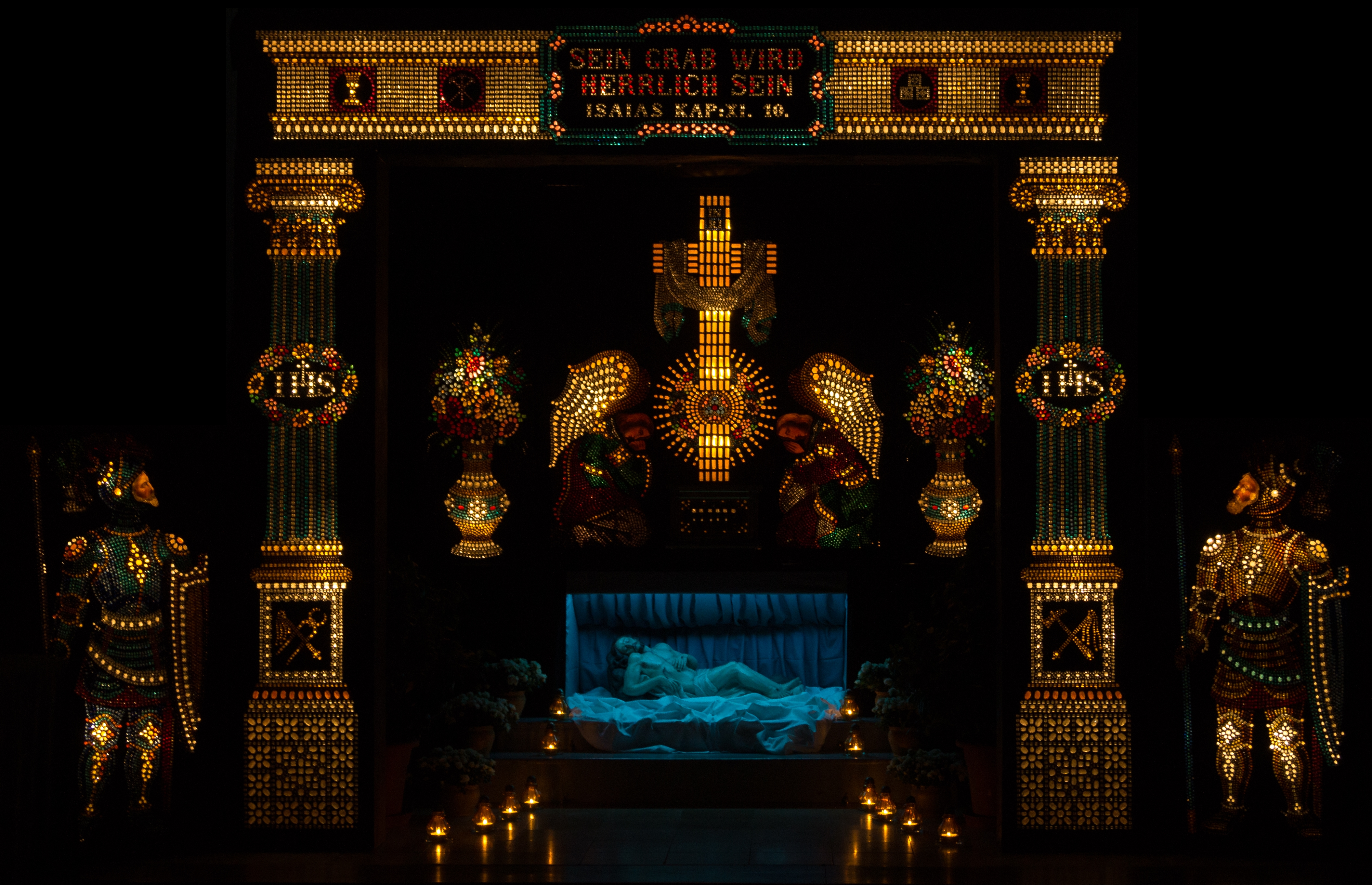
Il santo sepolcro di stile Art Nouveau di Iffeldorf (1895)

### Stile romanico
- Denkendorf, Germania - nel monastero di Denkendorf
- Eichstätt, Germania
- Gernrode, Germania - nella chiesa di San Ciriaco è conservata uno dei più antichi Sepulcri Domini di tutta la Germania, risalente al XII secolo

### Gotico
- Baar, Canton Zugo, Svizzera - nella chiesa di san Martino (c. 1430), ora nel museo del castello di Zug.
- Baden-Baden, Germania - nell'Abbazia di Lichtenthal, risalente alla metà del XIV secolo, oggi conservata al Museo di Stato di Baden a Karlsruhe
- Bad Homburg vor der Höhe - originariamente costruita a Gelnhausen nel 1490; venne demolita nel 1825 per la costruzione costruzione di strade, fu demolita nel 1825 per lasciare spazio all'apertura di una strada e ricostruita pietra su pietra a Bad Homburg.
- Batalha, Portogallo - nel Monastero di Batalha, nei pressi delle tombe di Giovanni I del Portogallo e di sua moglie, Filippa di Lancaster
- Chemnitz, Germania - originariamente nella chiesa di San Giacomo della città, oggi nello Schloßbergmuseum Chemnitz. La Tomba Sacra venne realizzata in legno attorno all'anno 1500 ed in essa compaiono le figure scultoree di Giuseppe d'Arimatea, Nicodemo, Maria e Maria di Cleofa, Maria Maddalena e gli apostoli Giovanni e Pietro. Era con tutta probabilità una "cappella mobile". Ad oggi mancano le figure sulle mensole angolari e il corpo di Cristo, che era dotato secondo le testimonianze di braccia e gambe mobili affinché potesse essere simbolicamente crocifisso, tolto dalla croce e sepolto a seconda dei vari momenti liturgici del periodo pasquale.
- Diedorf, Germania - nella chiesa parrocchiale di Sant'Albano, risalente al 1501
- Esztergom, Ungheria - al Museo Cristiano della città si trova un esemplare di Sepulcrum Domini risalente al 1480 su ruote mobili
- Friburgo in Brisgovia, Germania - cappella della cattedrale di Friburgo
- Freiburg im Üechtland, Germania - nella chiesa di san Nicolao (1433)
- Gengenbach, Germania
- Görlitz, Germania - si trova una riproduzione in scala della cappella della tomba di Cristo di Gerusalemme
- Costanza, Germania - all'interno della Mauritiusrotunde si trova un Sepulcrum Domini in pietra arenaria risalente al 1260 di stile primo gotico.
- Münstermaifeld, Germania - nella navata nord della collegiata di San Martino e San Severo (c. 1500) con sette figure in tufo a grandezza naturale.
- Saalfeld, Germania - nella Johanneskirche (1400 c.).
- Reutlingen, Germania - il Sepulcrum Domini di Reutlingen è considerato dagli studiosi di storia dell'arte l'opera chiave per le varie tendenze all'interno del cosiddetto Circolo dei Maestri di Urach. Lo storico dell'arte Georg Dehio lo ha definito come: "uno dei migliori nel suo genere e altamente indicativo dello stile fiammeggiante dell'ultimo gotico". La struttura venne creata attorno al 1510/1515. Oltre al sarcofago vuoto di Cristo, si trovano le figure delle tre Marie con Giovanni Battista e cinque apostoli. Nel baldacchino è presente la figura del risorto, un angelo con il fazzoletto della Veronica e ritratti a mezzo busto di quattro profeti.
- Saarbrücken, Germania - eretta da Giovanni Luigi di Nassau-Saarbrücken dopo essere tornato da un viaggio in Terrasanta nel 1495.
- Schwäbisch Gmünd, Germania - risalente al 1350. Nel complesso spiccano altre figure tra cui delle guardie particolarmente realistiche nella loro rappresentazione.
- Weilburg an der Lahn, Germania - risalente al XVI secolo ed eretta su iniziativa del conte Giovanni V di Nassau-Dillenburg.
- Zwickau, Germania - nella cattedrale di Santa Maria, fu completata da Michael Heuffner nel 1507.

### Altri stili medievali
- Aquileia, Italia - prima del 1088
- Miechów, Polonia - risalente al XII secolo
- Segovia, Spagna - risalente al 1208

### Rinascimentale
- Firenze, Italia - Cappella Rucellai, in San Pancrazio, riproduzione in scala della cappella della tomba di Cristo di Gerusalemme, realizzata in marmo su progetto dell'architetto Leon Battista Alberti
- Sansepolcro, Italia - nella chiesa di San Rocco, risalente al 1596, rappresenta in scala una copia della tomba presente nella cappella Ruccellai di Firenze

### Barocco
- Altshausen, Austria - Sepulcrum Domini di Altshausen con vistoso apparato decorativo barocco e fondali in legno dipinto, realizzato nel 1763 per ordine del conte Christian Moritz von Königsegg-Rothenfels, è stata riallestita nel 2002/2003 per donazione del duca Carlo di Wurttemberg
- Bernbeuren am Auerberg, Baviera, Germania - dal 1995 la tomba sacra si trova nella chiesa parrocchiale di san Nicolao. Risale al XVII secolo.
- Dietenheim, Germania - Monumentale Sepulcrum Domini risalente al 1727 eretta nella chiesa parrocchiale di San Martino ogni anno prima di Pasqua dal 1978 e occupa l'intero coro.
- Höglwörth, Germania - risalente al periodo barocco con pesanti aggiunte e restauri nel XIX secolo. Viene allestita ogni tre anni nel monastero dei santi Pietro e Paolo.
- Landshut, Baviera, Germania - risalente al 1738, è stata ritrovata solo negli anni '70 e dal 2004 è stata ricostruita in maniera permanente nella chiesa gesuita di Sant'Ignazio. La composizione tardo barocca è composta da oltre 60 singole figure ed è considerata uno dei più grandi complessi del suo genere in Baviera.
- Leutesdorf, Germania - costruita nella chiesa di Santa Croce nel 1646/47 su iniziativa di Johannes Rieden, vi è una replica del Santo Sepolcro di Gerusalemme nella cripta in scala 1:3.
- Liberec (Reichenberg), Repubblica Ceca - eretta nel 1772 accanto alla chiesa della Santa Croce dall'imprenditore di Reichenberg, Andreas Josef Wondrak.
- Marienfeld, Germania - nell'ex chiesa del monastero di Marienfeld si trova un Sepulcrum Domini sotto l'organo eseguito da Patroclus Möller nel 1746–1751.
- Neersen (distretto della città di Willich), Germania - Sepulcrum Domini risalente al 1660. Venne costruito su iniziativa del sacerdote Gerhard Vynhoven, il quale era rimasto in Palestina per diversi anni. Il Santo Sepolcro è considerato particolarmente originale, poiché la sua forma e il suo simbolismo rimandano alla Chiesa del Santo Sepolcro di Gerusalemme dell'epoca, che da allora è stata più volte ricostruita.
- Neumarkt in der Oberpfalz, Germania - risalente al 1684, si trova nella chiesa di Maria-Hilf . Si tratta di un edificio rettangolare con coro tondo replica del Santo Sepolcro con arcate cieche e tetto a torretta con cupola.
- Rüttenen, cantone Soletta, Svizzera - ancora oggi è luogo di sepoltura della famiglia von Roll von Emmenholz. Contiene un Sepulcrum Domini del 1643 con una scultura di Cristo all'interno di una bara aperta.
- Traunwalchen, Germania - eretta nel 1773 nella chiesa parrocchiale locale.
- Treviri, Germania - nella chiesa di Santa Croce, è stata ricostruita tra il 1960 ed il 1962 utilizzando appunto un gruppo di statue di una lamentazione di Cristo del XVII secolo.
- Velenice, Repubblica Ceca - costruita tra il 1710 e il 1711 in Boemia settentrionale. È costituita da rilievi colorati scolpiti nell'arenaria e mostrano la vita e la passione di Cristo.
- Waldshut, Svizzera - posta nel coro della cappella Gottesacker è stata donata nel 1683 dal mercante di sale Adam Tröndlin e costruita sul modello della cappella del Santo Sepolcro di Gerusalemme. L'immagine di Cristo presente nella tomba è una copia del Cristo morto di Hans Holbein il Giovane.
- Weiterdingen: risalente al 1694.

### Storicismo e Art Nouveau
- Rommelsried, Germania - nella chiesa parrocchiale si trova un Sepulcrum Domini realizzato in tessere di mosaico nel 1871
- Mondsee, Austria - ritrovato nel 2005, il Sepulcrum Domini di Mondsee è stato rimontato nella basilica di San Michele. È stato realizzato nel 1889.
- Iffeldorf, Austria - Sepulcrum Domini di Iffeldorf, realizzato in stile Art Nouveau nel 1895, è composta da 27.000 tessere di mosaico e pietre colorate
- Zusamzell, Austria - nella chiesa parrocchiale di san Nicolao, realizzata in tessere di mosaico colorate alla fine del XIX secolo, è stata riscoperta e rimontata nel 2008.
- Darshofen, Austria - realizzato nel 1904, è composto da circa 15.000 tessere di mosaico in vetro.